# Piccole bugie travestite
Piccole bugie travestite (Die, Mommie, Die!) è una commedia statunitense del 2003 diretta da Mark Rucker e sceneggiata da Charles Busch. L'opera è tratta dallo spettacolo teatrale omonimo "Die, Mommie, Die!" sceneggiato dallo stesso Charles Busch.

## Trama
Il film si apre con Angela Arden inginocchiata davanti alla tomba di sua sorella gemella, Barbara. Angela è una cantante che sta tentando di rianimare la sua carriera ormai in rovina, che è declinata nello stesso periodo in cui Barbara si è suicidata. È infelicemente sposata con il regista Sol Sussman, con il quale ha due figli: Lance, omosessuale, ed Edith, apertamente sprezzante nei suoi confronti. Nella loro casa vive anche la snobbona Bootsie, che è infatuata di Sol. Annoiata e infelice, Angela inizia a tradire il marito con Tony Parker, un attore fallito che ha fama di essere ben dotato.
Sol scopre la relazione extraconiugale della moglie dopo aver assunto un detective privato per seguirla. Lui l'affronta ma si rifiuta di divorziare da lei e invece la punisce con una "vita in prigione". Annulla tutte le carte di credito di Angela e le proibisce di esibirsi durante un matrimonio a New York, distruggendo il contratto d'ingaggio prima che abbia la possibilità di firmarlo. Sentendosi intrappolata e desiderosa di mettere le mani sui soldi del marito Angela avvelena Sol con una supposta arsenica.
Nonostante Angela non riceva praticamente nulla dal testamento di Sol i suoi figli, insieme a Bootsie, iniziano a sospettare il coinvolgimento di Angela. Le circostanze sospette della morte di Sol portano alla luce vecchie domande sulla morte della sorella di Angela. Edith (e più tardi anche Lance) ideano un piano per farla confessare. Nel frattempo Tony tenta di allacciare dei rapporti con entrambi i ragazzi, interessandosi ai dettagli riguardanti la morte della zia Barbara. Dopo che anche Bootsie viene trovata morta i ragazzi si convincono a far confessare ad Angela i suoi crimini facendogli bere un caffè corretto con LSD.
Nel momento in cui è stordita Angela non solo rivela di aver avvelenato Sol ma anche di non essere Angela ma bensì Barbara. Nel flashback Barbara rivela di come la carriera di Angela sia cresciuta mentre la sua crollava, stroncata definitivamente a causa del suo arresto per un furto di gioielli. Dopo aver scontato la sua pena Barbara andò alla villa di Angela. A quel punto Barbara escogitò un piano per avvelenare sua sorella e per impadronirsi della sua vita, la sua famiglia e, soprattutto, la sua carriera.
Mentre consegnano il nastro su cui è registrata la confessione di Barbara a Tony Edith e Lance litigano su chi dei due debba "andarsene con lui" ma rifiuta rispettosamente entrambi. Nel frattempo un assalitore mascherato appare e cerca di strangolare Barbara; nella zuffa Barbara lo smaschera rivelando che è Sol. A questo punto Sol rivela come lui e Bootsie abbiano falsificato la propria morte per fuggire a debiti che non poteva rimborsare e di come è stato costretto a uccidere Bootsie per proteggere il suo segreto. Tony, poi, rivela che è un agente dell'FBI che sta conducendo un'indagine sull'omicido di Angela. I ragazzi, finalmente, comprendendo le motivazioni e la disperazione di Barbara l'abbracciano mentre Tony dice che distruggerà le prove per proteggerla dalla prigione o dalla pena di morte. Ma Barbara dice loro, mentre cammina verso la sua scorta di polizia che, finalmente, sarà se stessa e che non vivrà più sotto l'ombra di sua sorella.

## Produzione
Michael Bottari e Ronald Case hanno progettato oltre 50 costumi per il film.

## Distribuzione
Il film ha debuttato il 20 gennaio 2003 al Sundance Film Festival e fu distribuito limitatamente nelle sale nell'ottobre dello stesso anno. Fu distribuito in DVD il 29 giugno 2004.
In Italia fu distribuito l'11 maggio 2007.

## Accoglienza

### Incassi
Il film ha incassato 320.092 dollari americani.

### Critica
Sull'aggregatore di recensioni Rotten Tomatos il film gode del 64% di recensioni positive con una media voto di 6/10. Su Metacritic il film ha ottenuto un voto di 54/100, basato su 23 critici.

## Riconoscimenti
Busch ha vinto il premio speciale della giuria per la sua interpretazione al Sundance Film Festival del 2003.
Il film fu candidato ai GLAAD Media Awards 2004 nella categoria miglior film della piccola distribuzione.

## Versione teatrale
L'originale versione teatrale, Die! Mammina! Die!, è stata prodotta per la prima volta a Los Angeles al Coast Playhouse da luglio a settembre 1999.